# Garrns Bunte
Garrns Bunte ist eine zu den Herzkirschen gehörende rotbunte Sorte der Süßkirschen. Sie ist die Kirsche des Jahres 2013.

## Herkunft
Vor 1930 vermutlich auf einem der Obsthöfe im Alten Land entstanden, wo sie als Regionalsorte sehr verbreitet war. Die Sorte galt zeitweise als verschollen, wurde aber inzwischen in Hagen am Teutoburger Wald wiedergefunden und ist jetzt auch wieder in Baumschulen erhältlich.

## Frucht
Die Frucht ist mittelgroß bis groß, breit herzförmig, unten etwas dick abgerundet. Die Haut ist gelb, rot punktiert oder gefleckt, in der Vollreife fast ganz rot. Das feste Fruchtfleisch ist gelblich und saftig, bei Reifebeginn noch etwas herb, vollreif aber sehr aromatisch. In kühleren Lagen ist sie aromatischer als in warmen Regionen. Sie ist relativ
platzfest. Der Stein ist mittelgroß, asymmetrisch dick mit stark hervortretender Bauchwulst. Der Stiel ist mittellang und mitteldick, oft rötlich, mit relativ großem Stielansatz. Sie reift in der 2. bis 3. Kirschwoche und kann über einen längeren Zeitraum geerntet werden.

## Baum
Der Baum ist sehr gesund und wächst stark mit waagrechten bis hängenden, trauerwüchsigen Seitenästen. Die Krone ist breitkugelig und dicht verzweigt. Der Baum ist selbststeril und braucht einen Befruchtungspartner. Er blüht früh bis mittelfrüh, vor dem Blattaustrieb. Der Baum ist ein robuster Massenträger.